# Nathan Fillion
Pour les articles homonymes, voir Fillion.
Nathan Fillion, né le 27 mars 1971 à Edmonton en Alberta, est un acteur canado-américain.

## Biographie

### Jeunesse et famille
Nathan Fillion est le fils de June et Robert Fillion, deux professeurs d'anglais aujourd'hui à la retraite. Il a un frère aîné appelé Jeff, directeur d'une école élémentaire. Nathan Fillion serait un descendant du lieutenant général des confédérés Jubal A. Early (dont le nom a été repris par un personnage de Firefly).
Nathan Fillion a fréquenté quelques établissements scolaires : Holy Trinity Catholic High School, Concordia University College of Alberta puis l'université d'Alberta pour se destiner à une carrière d'enseignant en art dramatique. Dans sa ville, il faisait partie d'une troupe de théâtre. Il est citoyen américain depuis 1997.

### Carrière

#### Débuts et révélation critique (1993-2003)

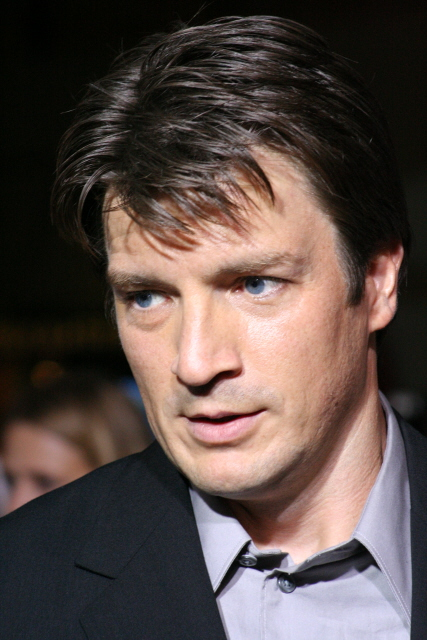
Nathan Fillion à la première du film Serenity en 2005.

Après quelques prestations au théâtre, à la télévision et dans quelques films, il démarre réellement sa carrière avec le rôle de Joey Buchanan dans On ne vit qu'une fois, un soap de la chaîne ABC en 1994. Rôle pour lequel il est nommé meilleur espoir masculin des Daytime Emmy Awards en 1996. Trois ans plus tard, il décide d'aller tenter sa chance à Los Angeles où, après quelques mois de galère, il obtient quelques rôles dans Il faut sauver le soldat Ryan, Blast From the Past et Dracula 2001 dans lequel il a un petit rôle.
Il décroche son premier rôle régulier dans la sitcom Un toit pour trois diffusée par ABC. Lorsque la série se termine en 2001, la chaîne américaine FOX lui fait signer un contrat d'exclusivité, et lui confie aussitôt un rôle récurrent dans la série soap Pasadena, dont la diffusion est arrêtée au bout de quatre épisodes. La chaîne lui propose alors le rôle de Malcolm (Mal) Reynolds, héros de la série de science-fiction Firefly. Arrêté prématurément faute d'audiences, et malgré un solide soutien critique, la série crée un véritable engouement parmi ses fans, permettant à son créateur Joss Whedon de réaliser un film (Serenity) pour donner une vraie fin à cette histoire.
Entre-temps, l'acteur persiste à la télévision : en 2003, la FOX lui propose la saison suivante un rôle récurrent dans l'éphémère série dramatique Miss Match, menée par Alicia Silverstone. La même année, un pilote de sitcom nommé Alligator Point n'aboutit pas sur la chaîne NBC. Joss Whedon lui permet néanmoins de se diversifier en lui confiant le rôle de l'inquiétant prêtre Caleb dans les cinq derniers épisodes de sa série à succès, Buffy contre les vampires.

#### Difficile confirmation (2004-2008)
Entre 2004 et 2006, il tourne quelques films - la comédie Outing Riley et le film d'horreur Horribilis (Slither), réalisé par James Gunn. Il participe à un épisode de la troisième saison de la série Lost dans lequel il interprète le temps de quelques flashbacks l'époux de Kate Austen, incarnée par Evangeline Lilly. Il prête également sa voix dans quelques épisodes de Justice League.
L'année 2007 lui permet de revenir au premier plan : la chaîne FOX lui refait confiance pour un nouveau projet : la série d'action Drive, co-créée et développée par Tim Minear, ancien numéro 2 de Firefly. Mais la série est un échec critique et commercial et s'arrête au bout de quatre épisodes. Il déclare en 2018 que Firefly ayant obtenu un film, Drive est l'œuvre de sa carrière n'ayant pas eu l'attention qu'elle méritait, expliquant qu'« elle aurait pu être une excellente série si plus de deux épisodes avaient été diffusés. ». Il revient également dans le dix-millième épisode du soap On ne vit qu'une fois'.
Il enchaîne la saison suivante avec un rôle récurrent dans la quatrième saison de la série à succès de la chaîne ABC, Desperate Housewives. Il y incarne Adam Mayfair, nouveau venu à Wisteria Lane et mari de Katherine Mayfair incarné par Dana Delany, avec qui il a 15 ans d'écart d'âge. Cette même année, il est aussi à l'affiche de deux longs-métrages : le film d'horreur directement sorti en vidéo, La Voix des morts : La Lumière, puis la comédie dramatique indépendante Waitress avec Keri Russell dans le rôle-titre.
Nathan Fillion est le cofondateur, avec l'écrivain PJ Haarsma, de l'association caritative « Kids Need to Read », créée en 2007.
Il poursuit au cinéma en 2008 avec le premier rôle du film indépendant Trucker. Il tient également le rôle du super héros Capitaine Hammer, l'antagoniste opposé à Neil Patrick Harris dans la mini web-série de Joss Whedon, Dr. Horrible's Sing-Along Blog.La série est acclamée par la critique et remporte de nombreux prix[réf. nécessaire].

#### Succès commercial (depuis 2009)

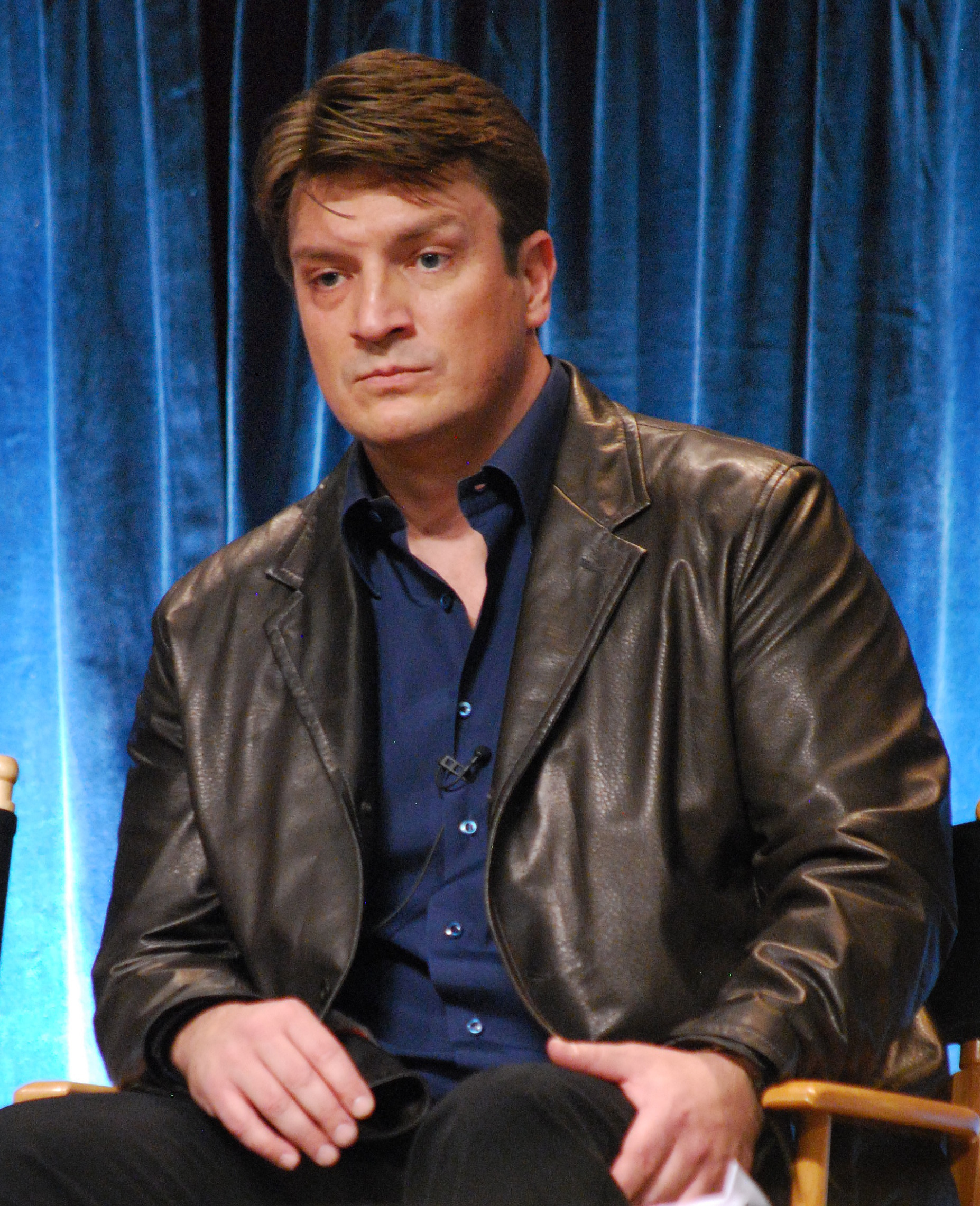
Nathan Fillion au Paleyfest en mars 2012, pour Castle.

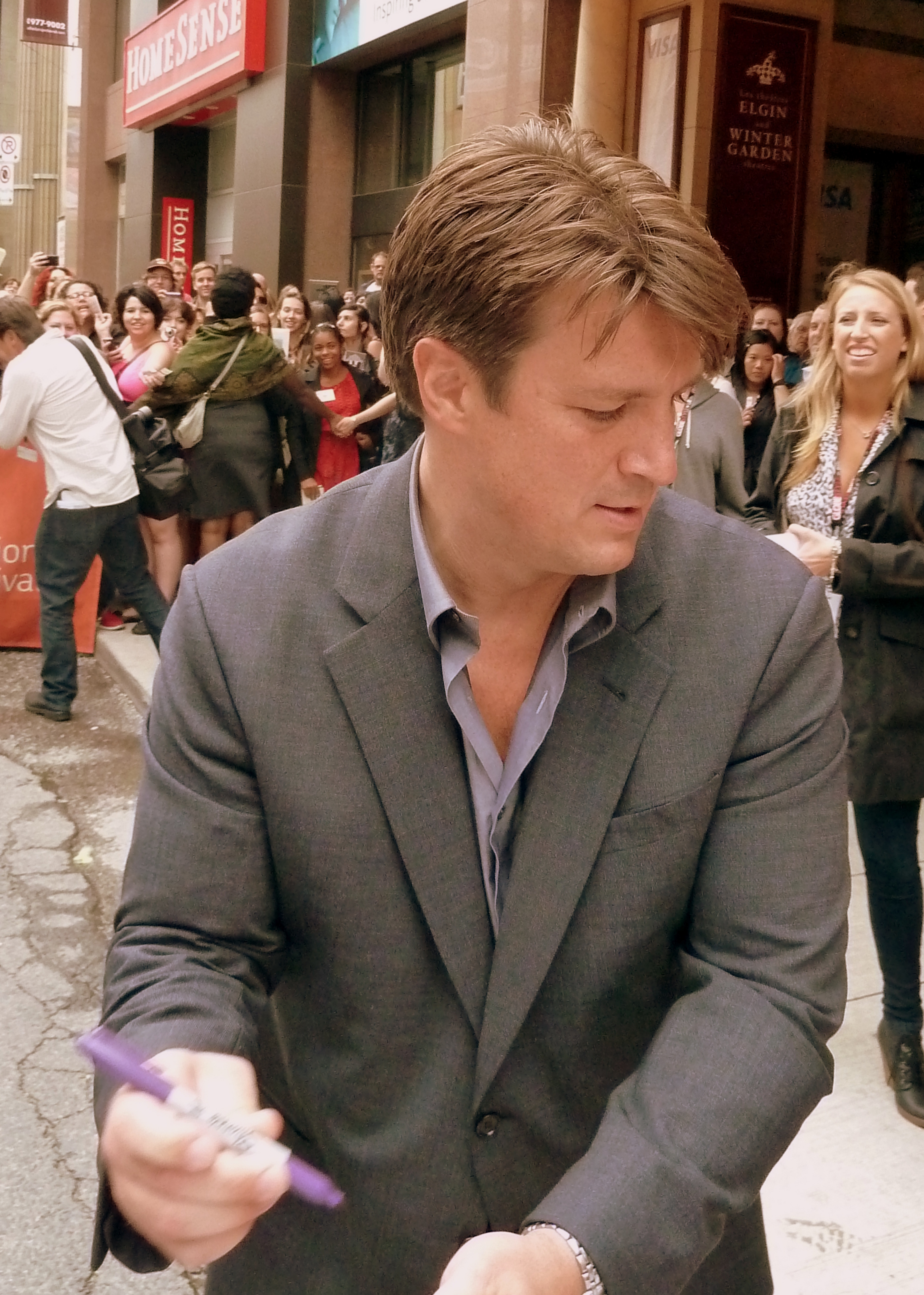
Nathan Fillion en juin 2013, pour Beaucoup de bruit pour rien.

En 2009, il obtient le rôle titre de la série Castle, diffusée sur ABC à partir de mars. Il y incarne Rick Castle, un romancier célèbre qui suit de près les enquêtes du NYPD aux côtés de la policière Kate Beckett, campée par Stana Katic. La série lui permet de connaître enfin un succès commercial. La série dure jusqu'en mai 2016 (8 saisons, 173 épisodes).
Également en 2009, il prête sa voix au personnage de Steve Trevor dans le film d'animation DC Comics Wonder Woman, avec Keri Russell dans le rôle de l'Amazone.
Il apparaît également dans le clip Champion de Jon Huertas, son camarade à l'écran dans la série Castle.
Parallèlement à la série, l'acteur continue à prêter sa voix : pour des séries et films d'animation, comme des jeux vidéo : il a ainsi prêté sa voix ainsi que ses traits au jeu vidéo Halo 3: ODST, sorti en 2009 et développé par Bungie Studios, dans lequel il incarne le soldat Edward Buck. En 2011, il prête sa voix au personnage de DC Comics Hal Jordan / Green Lantern dans le film d'animation Green Lantern : Les Chevaliers de l'Émeraude. Il retrouve rapidement le personnage en 2012 et 2013 dans les films d'animation La Ligue des justiciers : Échec et La Ligue des justiciers : Le Paradoxe Flashpoint,. Également en 2013, il prête sa voix à l'arrogant président de fraternité Johnny Worthington dans le film d'animation Monstres Academy du studio Pixar, préquel du film Monstres et Cie sorti en 2001 avec Billy Crystal et John Goodman dans les rôles principaux.
Il continue aussi à travailler ponctuellement avec Joss Whedon et ses fréquents collaborateurs : en 2010, il apparaît dans la satire de film de superhéros Super, de nouveau écrit et réalisé par James Gunn ; en 2011 dans les web-séries de Felicia Day, The Guild, et de Jane Espenson, Husbands ; et en 2012, le film indépendant Much Ado About Nothing, écrit et réalisé par Joss Whedon.
En 2014 et 2015, il participe à un épisode des saisons 5 et 6 de la comédie Community, dans laquelle il tient le rôle du gardien de Greendale,. En 2015, il joue son propre rôle dans un épisode de la huitième saison de la sitcom à succès The Big Bang Theory. Il reprend le rôle d'Hal Jordan / Green Lantern dans le film d'animation La Ligue des justiciers : Le Trône de l'Atlantide, remplaçant ainsi Justin Kirk dans la continuité du DC Animated Movie Universe. Le 27 octobre 2015, il endosse à nouveau son personnage d'Edward Buck dans Halo 5 : Guardians, dans lequel son visage y est entièrement transcrit et fidélisé.
Il retrouve enfin son ancien partenaire de Firefly, Alan Tudyk, pour la web-série Con Man (en) entre 2015 et 2017. La série met en scène Tudyk dans le rôle d'un acteur d'une série de science fiction annulée qui va de convention en convention tout en vivant dans l'ombre de son ancien partenaire devenu célèbre. Fillion incarne ce dernier.
En mai 2016, quand Castle se conclut sur ABC au bout de huit saisons, l'acteur rebondit vers le rôle récurrent d'un présentateur météo proche de la famille Dunphy durant la huitième saison de la sitcom à succès Modern Family, qui débute à partir de la rentrée 2016.
En 2017, il retrouve le studio d'animation Pixar en participant au film Cars 3 de Brian Fee. Il prête sa voix à la voiture Sterling, nouveau sponsor de Lightning McQueen interprété par Owen Wilson.
Puis, il continue à apparaitre dans d'autres séries comiques. Dans l'épisode  Flics en série de la sitcom Brooklyn Nine-Nine diffusée en 2017, il tient le rôle de Mark Devereaux, un acteur d'une série policière qui pense pouvoir aider la police grâce à son expérience glanée en jouant le rôle d'un représentant de la loi. Toujours en 2017, il tient le rôle d'un agent immobilier dans l'épisode pilote de Santa Clarita Diet, marquant le retour en vedette de Drew Barrymore qui est accompagnée par Timothy Olyphant. Il reprend une version zombifiée de son personnage l'année d'après, avant d'être remplacé par son ami Alan Tudyk pour les besoins de la troisième saison. Également en 2018, il retrouve Neil Patrick Harris dans la deuxième saison de Les Désastreuses aventures des Orphelins Baudelaire, dans laquelle il tient le rôle du frère de Lemony Snicket joué par Patrick Warburton. Au cours de l'année, l'acteur Nolan North le remplace dans le rôle de Cayde-6 dans l'extension Forsaken du jeu Destiny 2. Toujours en 2018, il participe à un court métrage (en) réalisé par Allan Ungar (en) reprenant l'univers de la franchise vidéoludique Uncharted du studio Naughty Dog. Diffusé le 16 juillet sur Youtube, l'acteur y incarne l'explorateur casse cou Nathan Drake, le protagoniste de la franchise.
À la rentrée, il fait son grand retour sur ABC en héros de la nouvelle série policière The Rookie, où il joue la nouvelle recrue la plus âgée de la police de Los Angeles. En novembre, la chaine commande une saison complète. En avril 2024, la série est renouvelée pour une septième saison. Parallèlement, Nathan Fillion reprend son rôle de manière sporadique dans le dérivé The Rookie: Feds lancé en 2022.
En 2018 et 2019, il prête pour les deux dernières fois sa voix au personnage de Hal Jordan / Green Lantern dans les films d'animation La Mort de Superman et Le Règne des Supermen,.
En 2021, son ami James Gunn lui offre le rôle secondaire de T.D.K., membre de l'escadron de super-vilains mis en avant dans le film The Suicide Squad, nouveau volet de l'univers cinématographique DC. La même année, il prête sa voix au personnage de Marvel Comics Simon Williams / Wonder Man dans la série d'animation en volume M.O.D.O.K., de Jordan Blum et Patton Oswalt, ce dernier jouant le rôle titre.
En 2023, il retrouve l'univers cinématographique Marvel ainsi que son ami James Gunn qui lui offre le rôle de Maître Karja dans Les Gardiens de la Galaxie Vol. 3. Il fait également un caméo dans la série Bupkis (en) mettant en scène Pete Davidson dans une version fictive de lui-même. En juillet, il est officialisé dans le rôle du Green Lantern Guy Gardner qui apparaitra en 2025 dans le film Superman de James Gunn.

## Filmographie

### Cinéma

#### Longs métrages
- 1998 : Il faut sauver le soldat Ryan (Saving Private Ryan) de Steven Spielberg : Soldat James Frederick Ryan
- 1999 : Première Sortie (Blast from the Past) d'Hugh Wilson : Cliff
- 2001 : Dracula 2001 (Dracula 2000) de Patrick Lussier : Père David
- 2004 : Outing Riley : Luke Riley
- 2005 : Serenity de Joss Whedon : Capitaine Malcolm « Mal » Reynolds
- 2006 : Horribilis (Slither) de James Gunn : Bill Pardy
- 2007 : Waitress d'Adrienne Shelly : Dr Pomatter
- 2007 : La Voix des morts : La Lumière (White Noise: The light) de Patrick Lussier : Abe Dale
- 2008 : Trucker de James Mottern : Runner
- 2009 : Wonder Woman de Lauren Montgomery : Steve Trevor (voix)
- 2011 : Super de James Gunn : Le vengeur sacré (The Holy Avenger en VO)
- 2011 : Green Lantern : Les Chevaliers de l'Émeraude (Green Lantern: Emerald Knights) de Lauren Montgomery, Jay Oliva et Christopher Berkeley : Hal Jordan / Green Lantern (voix)
- 2012 : Beaucoup de bruit pour rien (Much Ado About Nothing) de Joss Whedon : Dogberry
- 2012 : La Ligue des justiciers : Échec (Justice League: Doom) de Lauren Montgomery : Hal Jordan / Green Lantern (voix)
- 2013 : Percy Jackson : La Mer des monstres (Percy Jackson: Sea of Monsters) de Thor Freudenthal : Hermès
- 2013 : La Ligue des justiciers : Le Paradoxe Flashpoint (Justice League: The Flashpoint Paradox) de Jay Oliva : Hal Jordan / Green Lantern (voix)
- 2013 : Monstres Academy (Monsters University) de Dan Scanlon : Johnny Worthington (voix)
- 2014 : Les Gardiens de la Galaxie (Guardians of the Galaxy) de James Gunn : Un détenu de prison monstrueux (caméo)
- 2015 : La Ligue des justiciers : Le Trône de l'Atlantide (Justice League: Throne of Atlantis) d'Ethan Spaulding : Hal Jordan / Green Lantern (voix)
- 2017 : Cars 3 de Brian Fee : Sterling (voix)
- 2018 : Nomis (Night Hunter) de David Raymond : Matthew Queen
- 2018 : La Mort de Superman (The Death of Superman) de Jake Castorena et Sam Liu : Hal Jordan / Green Lantern (voix)
- 2019 : Le Règne des Supermen (Reign of the Supermen) de Sam Liu : Hal Jordan / Green Lantern (voix)
- 2021 : The Suicide Squad de James Gunn : Cory Pitzner / T.D.K.
- 2023 : Les Gardiens de la Galaxie Vol. 3 (Guardians of the Galaxy Vol. 3) de James Gunn : Maître Karja
- 2024 : Deadpool et Wolverine (Deadpool and Wolverine) de Shawn Levy : Wade Wilson / Headpool (voix)
- 2024 : Skincare de Austin Peters : Brett Wright
- 2025 : Superman de James Gunn : Guy Gardner / Green Lantern

#### Court métrage
- 2018 : Uncharted d'Allan Ungar : Nathan Drake

### Télévision

#### Séries télévisées
- 1997 : Total Security : Troy Larson
- 1998 : Maggie Winters (en) : Ronald
- 1998 - 2001 : Un toit pour trois (Two Guys, a Girl and a Pizza Place) : Johnny Donnelly
- 1999 : Au-delà du réel : l'aventure continue (The Outer Limits) : Michael Ryan
- 2000 : Les Rois du Texas (King of the Hill) : L'homme au frisbee (voix)
- 2001 : Pasadena : Révérend Glenn Collins
- 2002 : Firefly : Capitaine Malcolm « Mal » Reynolds
- 2003 : Buffy contre les vampires (Buffy the Vampire Slayer) : Caleb
- 2003 : Miss Match : Adam Logan
- 2005 : Justice League : Vigilante (voix)
- 2006 : Drive : Alex Tully
- 2006 : Lost : Les Disparus (Lost) : Kevin
- 2007 - 2008 : Desperate Housewives : Adam Mayfair
- 2007 / 2009 / 2011 / 2014 / 2020 / 2022 : Robot Chicken : The Flash / Roger Brown / Harry S. Stamper / Matt Trakker / Rick Berman / Tony Hayward / Mr. Phillipson / Le détective de Westeros / Green Lantern (voix)
- 2008 : Dr. Horrible's Sing-Along Blog : Captain Hammer
- 2009 - 2016 : Castle : Richard « Rick » Castle
- 2014 - 2015 : Community : Bob Waite
- 2014 - 2016 : Gravity Falls : Preston Northwest (voix)
- 2015 : The Big Bang Theory : lui-même
- 2016 - 2018 : Modern Family : Rainor Shine
- 2017 : Brooklyn Nine-Nine : Mark Deveraux
- 2017 : Rick and Morty : Cornvelious Daniel (voix)
- 2017 - 2018 : Santa Clarita Diet : Gary West
- 2017 - 2022 : Big Mouth : lui-même (voix)
- 2018 : Les Désastreuses Aventures des orphelins Baudelaire : Jacques Snicket
- 2018 : American Housewife : Lui-même
- Depuis 2018 - : The Rookie : Le flic de Los Angeles : John Nolan
- 2021 : M.O.D.O.K. : Simon Williams / Wonder Man (voix)
- 2021 - 2022 : Resident Alien : Poulpe
- 2022 - 2023 : The Rookie: Feds : John Nolan
- 2022 : The Recruit : Le directeur de la CIA
- 2023 : Bupkis (en) : Ace Spade
- 2023 - 2024 : Monstres et Cie : Au travail (Monsters at Work) : Johnny Worthington (voix)
- Lanterns : Guy Gardner / Green Lantern

#### Téléfilm
- 2003 : Chantage mortel (Water's Edge) d' Harvey Kahn : Robert Graves

### Jeux vidéo
- 2005 : Jade Empire : Le petit Gao (voix)[39]
- 2007 : Halo 3 : Sergent Reynolds (voix)
- 2009 : Halo 3: ODST : Sergent Artilleur Edward Buck (voix)
- 2014 : Destiny : Cayde-6
- 2015 : Halo 5: Guardians : Sergent Edward Buck (voix)
- 2017 : Destiny 2 : Cayde-6 (sauf extension Forsaken)
- 2023 : Marvel's Spider-Man 2 : la mascotte TEO

## Distinctions

### Récompenses
- 29e cérémonie des Saturn Awards 2003 : Cinescape Genre Face of the Future Award du meilleur acteur dans une série télévisée fantastique pour Firefly (2002.
- 2007 : Festival du film de Newport Beach dumeilleur acteur dans un drame romantique pour Waitress (2007).
- 2011 : TV Guide Awards du couple qui devrait préféré partagé avec Stana Katic dans une série télévisée dramatique pour Castle (2008-2016).
- 2012 : TV Guide Awards du couple TV préféré partagé avec Stana Katic dans une série télévisée dramatique pour Castle (2008-2016).
- 2013 : BTVA Special/DVD Voice Acting Awards de la meilleure performance vocale pour l'ensemble de la distribution dans un film d'animation pour La Ligue des justiciers : Échec (2012) partagé avec Kevin Conroy, Tim Daly, Susan Eisenberg, Carl Lumbly, Michael Rosenbaum, Bumper Robinson, Phil Morris, Carlos Alazraqui, Claudia Black, Paul Blackthorne, Olivia d'Abo, Alexis Denisof, Robin Atkin Downes et Grey Griffin.
- 2013 : BTVA People's Choice Voice Acting Awards de la meilleure performance vocale pour l'ensemble de la distribution dans un film d'animation pour La Ligue des justiciers : Échec (2012) partagé avec Kevin Conroy, Tim Daly, Susan Eisenberg, Carl Lumbly, Michael Rosenbaum, Bumper Robinson, Phil Morris, Carlos Alazraqui, Claudia Black, Paul Blackthorne, Olivia d'Abo, Alexis Denisof, Robin Atkin Downes et Grey Griffin
- 2013 : TV Guide Awards du couple TV préféré partagé avec Stana Katic dans une série télévisée dramatique pour Castle (2008-2016).
- 2014 : TV Guide Awards de l'acteur préféré dans une série télévisée dramatique pour Castle (2008-2016) pour le rôle Richard « Rick » Castle.
- 38e cérémonie des People's Choice Awards 2012 : Acteur TV dramatique préféré dans une série télévisée dramatique pour Castle (2008-2016) pour le rôle Richard « Rick » Castle.
- 39e cérémonie des People's Choice Awards 2013 : Acteur TV dramatique préféré dans une série télévisée dramatique pour Castle (2008-2016) pour le rôle Richard « Rick » Castle.
- 41e cérémonie des People's Choice Awards 2015 : Acteur TV dramatique préféré dans une série télévisée dramatique pour Castle (2008-2016) pour le rôle Richard « Rick » Castle.

### Nomination
- Daytime Emmy Awards 1996 : Meilleur jeune acteur dans une série télévisée dramatique pour On ne vit qu'une fois (1994-2007).
- 7e cérémonie des Empire Awards 2006 : Meilleur espoir dans un film de science-fiction pour Serenity (2005).
- 2006 : Fangoria Chainsaw Awards du meilleur héros dans une comédie de science-fiction pour Horribilis (2006).
- 2006 : Online Film Critics Society Awards du meilleur espoir dans un film de science-fiction pour Serenity (2005).
- 2007 : EDA Special Mention Awards de la meilleure séduction partagé avec Keri Russell dans un drame romantique pour Waitress (2007).
- 2008 : Fright Meter Awards du meilleur héros dans un drame d'horreur pour La Voix des morts : La Lumière (2007).
- 2011 : BTVA Special/DVD Voice Acting Awards de la meilleure performance vocale masculine dans un film d'animation pour Green Lantern : Les Chevaliers de l'Émeraude (2011).
- 2014 : TV Guide Awards du duo TV préféré partagé avec Stana Katic dans une série télévisée dramatique pour Castle (2008-2016).

## Voix francophones
En France, Guillaume Orsat est la voix française régulière de Nathan Fillion depuis la série Castle. Il a également été doublé par Thierry Kazazian dans la série franchise Firefly , la version cinéma de La Voix des morts : La Lumière ainsi que dans un épisode de The Big Bang Theory. Tanguy Goasdoué le double dans Buffy contre les vampires, Dracula 2001 et Desperate Housewives tandis qu'Éric Aubrahn le double dans les séries Un toit pour trois et Pasadena. À titre exceptionnel, il a été doublé par Jean-Pierre Michaël dans Miss Match, Fabrice Josso dans Il faut sauver le soldat Ryan,Constantin Pappas dans Water's Edge, Gérard Darier dans Lost : Les Disparus et par Damien Ferrette dans Horribilis.
Versions françaises
- Guillaume Orsat dans Castle, Percy Jackson : La Mer des monstres, Brooklyn Nine-Nine, Les Désastreuses Aventures des orphelins Baudelaire, The Rookie : Le flic de Los Angeles[40], etc.

### Revue de presse
- Propos recueillis par Thomas Destouches, « J'adore jouer un flic mais je ne pourrais jamais en être un ! L'ex-star de Castle revient dans The Rookie, la nouvelle série policière de M6. Interview. », Télécâble Sat Hebdo no 1521, SETC, Saint-Cloud, 24 juin 2019, p. 8,  (ISSN 1630-6511)